# Lothar Urbanczyk
Lothar Urbanczyk (* 3. September 1903 in Beuthen, Oberschlesien; † 30. April 1986 in Einbeck) war ein deutscher Jurist, Politiker (SPD) und Mitglied des Niedersächsischen Landtages.

## Leben
Lothar Urbanczyk wurde als Sohn des Rechtsanwalts und Notars Hans Urbanczyk in Beuthen (Provinz Schlesien) geboren. Die Eltern zogen zusammen mit seinem Bruder Günther nach wenigen Wochen nach Einbeck (Provinz Hannover), wo der Vater eine Kanzlei eröffnete. Er besuchte die Schule in Einbeck, danach das Realgymnasium in Rostock und das Kopenhagener St-Andreas-Kollegium der Gesellschaft Jesu und er erwarb das Abitur. Im Jahr 1918 starb seine Mutter. Nach der Schule war er zunächst im Bankgewerbe tätig und studierte dann an den Universitäten in Berlin und Göttingen Rechtswissenschaften und Staatswissenschaften und leistete Vorbereitungsdienst. 1927 machte er sein erstes juristisches Staatsexamen und 1933 das zweite. Im Anschluss wurde er jedoch während der Zeit des Nationalsozialismus aus politischen Gründen aus dem Staatsdienst entlassen. Ein Grund war die Diskriminierung im NS-Staat, da er als jüdischer Mischling an seiner weiteren Berufsausübung gehindert wurde. In der Folge gründete er 1935 als Kaufmann einen kleinen chemischen Betrieb der Putz- und Poliermittel herstellte. Das Unternehmen wurde am 31. Mai 1936 ins Handelsregister des Amtsgerichts Einbeck als Nira-Chemie Lothar Urbanczyk GmbH eingetragen. Ab 1938 wurden er und sein Bruder in der Judenkartei geführt. 1944 wurden sie von der Gestapo verhaftet. Am 17. Oktober 1944 mussten sie sich in Kreiensen bei einer Sammelstelle zusammenfinden und wurden im Lenner Lager bei Lenne-Vorwohle nahe der Reichsstraße 64 untergebracht. Als Zwangsarbeiter war er bei dem Bauunternehmen Ernst Kohlrautz KG für die Baustelle Vorwohle tätig. Aufgrund der harten Arbeit und der Mangelernährung war er physisch sehr erschöpft und konnte keine Nahrung mehr aufnehmen. Er kam in das Einbecker Krankenhaus und kehrte nach seiner Entlassung nicht mehr in das Arbeitslager zurück. Offenbar erfolgte keine Entlassungsmitteilung an das Arbeitslager. Er versteckte sich bis Kriegsende bei seinem Vater in Einbeck. Nach Ende des Zweiten Weltkrieges arbeitete er in Einbeck als Notar und Rechtsanwalt und wurde 1945 von der britischen Militärregierung mit der Betreuung der Ostarbeitern und den Heimatvertriebenen vor Ort beauftragt. Später wurde Urbanczyk Präsident der Notarkammer Celle und Präsidialmitglied der Bundesnotarkammer.

## Politische Karriere
Urbanczyk war Mitglied der Sozialdemokratischen Partei Deutschlands (SPD). 1945 wurde er Kreisbeiratsmitglied und war vom 25. Februar 1946 bis zum 30. September 1968 Mitglied des Kreistages im Landkreis Einbeck. Von 1948 bis 1951 war er Landrat des Landkreises Einbeck.
Vom 6. Mai 1955 bis 20. Juni 1970 vertrat er für die SPD den Landtagswahlkreis Einbeck (Wahlkreis 25) und war Mitglied des Niedersächsischen Landtages (3. bis 6. Wahlperiode). Er übernahm vom 31. August 1955 bis 5. Mai 1963 den Vorsitz des Ausschusses für Rechts- und Verfassungsfragen und vom 26. November 1965 bis 20. Juni 1970 den Vorsitz eines Unterausschusses des Ausschusses für Rechts- und Verfassungsfragen zum Thema Strafvollzug. Im Rat der Stadt Einbeck war er von 1968 bis 1972 tätig.

## Auszeichnungen
Für sein Wirken wurde er 1965 mit dem Großen Verdienstkreuz des Verdienstordens der Bundesrepublik Deutschland geehrt, darüber hinaus erhielt er 1962 das Große Verdienstkreuz des Niedersächsischen Verdienstordens. 1968 erhielt er das Große Bundesverdienstkreuz.